# Jaxson Ryker
Chad Lail (* 6. Juni 1982 in Hickory, North Carolina) ist ein amerikanischer Wrestler. Er ist derzeit Free Agent. Sein größter Erfolg ist der Gewinn der TNA World Tag Team Championship.

## Wrestling-Karriere

### Free Agent (2001–2010)
Nachdem er im Irakkrieg mit dem United States Marine Corps als Maschinengewehrschütze gedient und den Rang eines Lanzenkorporals erreicht hatte, unterschrieb Lail bei NWA Anarchy unter dem Ringnamen Phil Shatter. Shatter erhielt schließlich einen Titelkampf gegen NWA Anarchy Heavyweight Champion Ace Rocwell, welches er gewann.
Shatter gewann am 17. Januar 2009 die NWA National Heavyweight Championship von Crusher Hansen und ist der am längsten amtierende Champion in der Titelgeschichte. Shatter wurde der Titel aberkannt, nachdem er einen Vertrag mit Impact Wrestling unterschrieben hatte.
Im Oktober 2010 besiegte Shatter Chase Stevens, für die SAW International Heavyweight Championship. Den Titel musste er jedoch im Juni 2011 abgeben, da er ihn aufgrund seiner Tätigkeit bei TNA nicht mehr verteidigen konnte.

### Total Nonstop Action Wrestling/Impact Wrestling (2010–2015)
Am 23. Juni 2010 gab er sein Debüt bei TNA. Er startete Fehden mit Jeff Hardy, Samoa Joe und Mr. Anderson. Am 14. März 2011 gewann er die TNA Television Championship. Den Titel verlor er jedoch nach einer Regentschaft von 65 Tagen am 17. Mai 2011 an Eric Young. Nach einer Vertragsverlängerung bildete er zusammen mit James Storm ein Tag Team. Am 2. Juni 2013 gewannen sie die TNA World Tag Team Championship. Diese Regentschaft hielt 140 Tage und sie verloren die Titel schlussendlich am 20. Oktober 2013 an Jessie Godderz und Robbie E. Nach dem Titelverlust nahm er vereinzelt noch an diversen Turnieren teil, welche er auch teils gewann. Am 19. Juni 2015 verließ er die Company.

### WWE (2017–2021)
Am 29. Mai 2017 wurde bekannt gegeben, dass er bei der WWE unterschrieben hatte und fortan bei NXT tätig sein wird. Am 29. Juni 2017 gab er sein Debüt bei einem NXT-Live-Event und verlor gegen No Way Jose. Den Rest des Jahres 2017 verbrachte er ausschließlich in den Fernsehshows. Im Februar 2018 begann er mit Wesley Blake und Steve Cutler als The Forgotten Sons zusammenzuarbeiten. Zusammen trat das Trio beim Dusty Rhodes Classic 2019 auf und schaffte es bis zum Finale. Jedoch verloren sie dieses gegen Aleister Black und Ricochet.
Am 10. April 2020 debütierte das Trio bei SmackDown und besiegten The Lucha Houseparty. Nach einem negativen Twitterpost wurden sie aus den Shows geschrieben. Am 7. Dezember 2020 kehrte er in die TV Shows von WWE zurück. Er bestritt bei WWE Main Event, an der Seite von Elias, einen Auftritt. Am 18. November 2021 wurde er von WWE entlassen.

## Titel und Auszeichnungen
- Action Packed Wrestling
  - APW Chester Heavyweight Championship (2×)

- East Coast Championship Wrestling
  - ECCW Tag Team Championship (1×)

- Ground Xero Wrestling
  - GXW Heavyweight Championship (1×)

- Impact Wrestling
  - TNA Television Championship (1×)
  - TNA World Tag Team Championship (1×) mit James Storm
  - Feast or Fired 2013
  - TNA World Cup (2014)
  - TNA World Cup (2015)
  - TNA Classic (2015)

- National Wrestling Alliance
  - NWA National Heavyweight Championship (1×)
  - Future Legends Cup (2010)

- NWA Anarchy
  - NWA Anarchy Heavyweight Championship (1×)
  - NWA Anarchy Tag Team Championship (1×) mit Kimo und Abomination

- NWA Charlotte
  - NWA Mid-Atlantic Heritage Championship (1×)

- Premiere Wrestling Xperience
  - PWX Innovative Television Championship (1×)

- Showtime All-Star Wrestling
  - SAW International Heavyweight Championship (1×)

- Southern Wrestling Association
  - Rhymer Cup (2016)

- WrestleForce
  - WrestleForce Championship (1×)

- Pro Wrestling Illustrated
  - Nummer 40 der Top 500 Wrestler in der PWI 500 in 2014